# Digital 3D
El sistema digital 3D simula el efecto que se produce en el ojo humano mientras percibe un objeto tridimensional real en los cines 3D. El proceso se genera cuando el proyector digital del cine reproduce las imágenes del ojo izquierdo y derecho a 144 imágenes por segundo, intercaladamente. Los filtros polarizadores en el caso de los IMAX (IMAX 3D especificado abajo) y RealD, la rueda de color en el caso de los Dolby 3D, o un emisor infrarrojo en el del XpanD 3D permite ver las imágenes y decodificarlas utilizando lentes especiales.
Debido a la velocidad de imágenes y los lentes utilizados, cada uno de los ojos del espectador recibe una imagen, con puntos de vista distintos, haciendo que el cerebro interprete profundidad mediante la fusión de las imágenes.
El sistema comenzó a ser usado mucho más en los primeros lustros del siglo XXI, llegando a ser llamado «el futuro del cine». El número de pantallas aumentó significativamente y a cada estreno 3D de una película, se abren más.

## Sistema RealD 3D
El sistema crea la ilusión a partir de la emisión de imágenes intercaladas del ojo izquierdo y derecho, a 144 imágenes por segundo  (2 ojos x 24 imágenes x 3 veces cada imagen). Se usa polarización circular, que es más estable, establecida desde el proyector que está en sincronía con la pantalla LCD que se pone en frente de éste, para crear la polarización de la luz.
Se necesita una pantalla especial, plateada, que refleja la luz, ayudando a que exista menos traspaso de imagen de un ojo al otro.

## Sistema Dolby 3D
El sistema crea la ilusión a partir de la emisión de imágenes intercaladas del ojo izquierdo y derecho, a 144 imágenes por segundo, al igual que el RealD, pero usa una pantalla común (blanca) y crea el 3D mediante diferenciación espectral, que se refiere a la diferencia de colores, como las típicas lentes rojo-azul, pero a un nivel imperceptible, de manera que se ve la imagen a todo color.
Dentro del proyector va el sistema de disco que produce la diferenciación de color, coordinado con las imágenes proyectadas.
Las lentes (gafas) utilizadas se deben devolver después de cada función, donde después se produce una limpieza de estos y su reutilización, a causa de su alto costo, y que por su mantenimiento se eleva más aún.

## Sistema XpanD 3D
Este sistema usa un proyector digital a 48 fotogramas por segundo, 24 por cada ojo. Usa lentes activas, las cuales se coordinan con el proyector mediante un emisor infrarrojo colocado en la sala. Se usa una pantalla común. Los costos de manutención son mayores, a causa de la limpieza de lentes y baterías que se tienen que reemplazar. Se dice que es el sistema que da la mejor sensación de profundidad. Es más usado en Europa. Tiene derechos de autor.

## Sistema IMAX 3D
Existen 2 tipos: digital y analógico. Los IMAX tienen renombre mundial por su alta calidad de imagen, generada por sus sistemas analógicos. Usan 2 rollos de película, una para cada ojo, 10 veces más grandes que las normales, 2 proyectores con diferentes filtros polarizadores sobre ellos.
Usan una pantalla plateada, pues utilizan la polarización lineal. Se le dice el sistema más inmersivo, a causa del sistema de audio y el tamaño de sus pantallas, pero a causa de la forma que genera el 3D, si giras un poco la cabeza, la imagen de un ojo se comienza a pasar al otro.
La versión digital de los IMAX no ha tenido gran aceptación, a causa de su baja calidad de imagen en relación con la versión analógica.

## Sistema HFR 3D
Sistema desarrollado en 2011 que emite a 48 fotogramas por segundo, usando los actuales proyectores digitales. Fue presentado oficial y comercialmente con el estreno de la esperada película de Peter Jackson El Hobbit: Un Viaje Inesperado, la cual fue grabada en 3D nativo a 48 cuadros por segundo. Otros directores también han decidido apostar por el formato, como el director de Avatar, James Cameron, han anunciado las secuelas de este film serán estrenadas con este nuevo sistema.

## MasterImage 3D
Otro sistema que utiliza Polarización circular, pero a diferencia del RealD, utiliza una "Rueda polarizadora" en frente del proyector, también a 144 cuadros por segundo.
Esta empresa también ha trabajado en sistemas autoestereoscópicos para computadores portátiles y televisores.

## Technicolor 3D
La clásica empresa productora de películas en 35 mm creó un sistema que aprovecha los actuales proyectores no digitales mediante una película en formato anamorfico dispuestos "arriba-abajo", con una lente que las vuelve a su forma original, y las separa, pasando por 2 filtros polarizadores circulares (Similar al sistema ocupado por RealD XL).
Además esta empresa creó un sistema de certificación 3D, para evitar problemas de visualización como "fantasmas", entre otros que pudiesen generar problemas al ver el film.
Technicolor además es parte en la producción de discos Blu-ray 3D,principalmente de aquellos films de Distribución Disney (The Avengers, Iron Man 3) y de Dreamwokrs Animation (Cómo Entrenar a tu Dragon, Monstruos Vs Aliens, Shrek).

## Otros sistemas
Asus presentó en el último trimestre de 2010, uno de los primeros ordenadores 3D, compuesto por las gafas 3D, el transmisor, con tarjeta gráfica NVIDIA 3D Vision, y una pantalla LCD de 120 Hz.
Los principales fabricantes de televisores, tenían en la primera década del siglo XXI anunciados sus nuevos aparatos con la tecnología que permitiría ver imágenes en este nuevo formato a partir de 2010. Sony creó una división para sacar juegos en Digital 3D durante 2010. 
En Paraguay, estuvo la producción Brijes en 3D en las salas digitales de México en 2010. Siendo esta la primera película digital 3D Latinoamérica, sin embargo, Televisa ya había presentado el partido de fútbol América-Chivas en formato digital 3D en salas seleccionadas.